# Karbo
Karbo är en by i Harbo socken, Heby kommun.
Byn omtalas första gången i markgäldsförteckningen 1312, då fanns här hela åtta skattskyldiga bönder, vilket gjorde den till den största byn i Harbo. Under 1500-talet fanns här ett hemman om 7 öres och 2 örtugsland. Byn Björsbo, var tidigare en utjord till Karbo, blev torp omkring 1630 och skattlades som egen jordeboksenhet 1715. Enligt husförhörslängden fanns 1687 fem gårdar i Karbo och två i Björsbo, samt torp för den avskedade soldaten Menlös, vars rote haft soldattorpet i byn 1685-1710. 
Karbo skola byggdes 1905. 1821 bodde 44 personer i Karbo och 18 i Björsbo, 1940 39 personer i byarna tillsammans, och 1981 18 personer i Karbo och Björsbo.